# بازگنجشک کوچک
بازگنجشک کوچک (نام علمی: Accipiter minullus) یک گونه از پرندگان شکاری قلمرو آفریقای گرمسیری در خانواده بازان است. این گونه کوچکترین عضو از سردهٔ بازها است و با گونه بازگنجشک ران‌سرخ (نام علمی: Accipiter erythropus) یک بالاگونه را تشکیل می‌دهد.

## نگارخانه

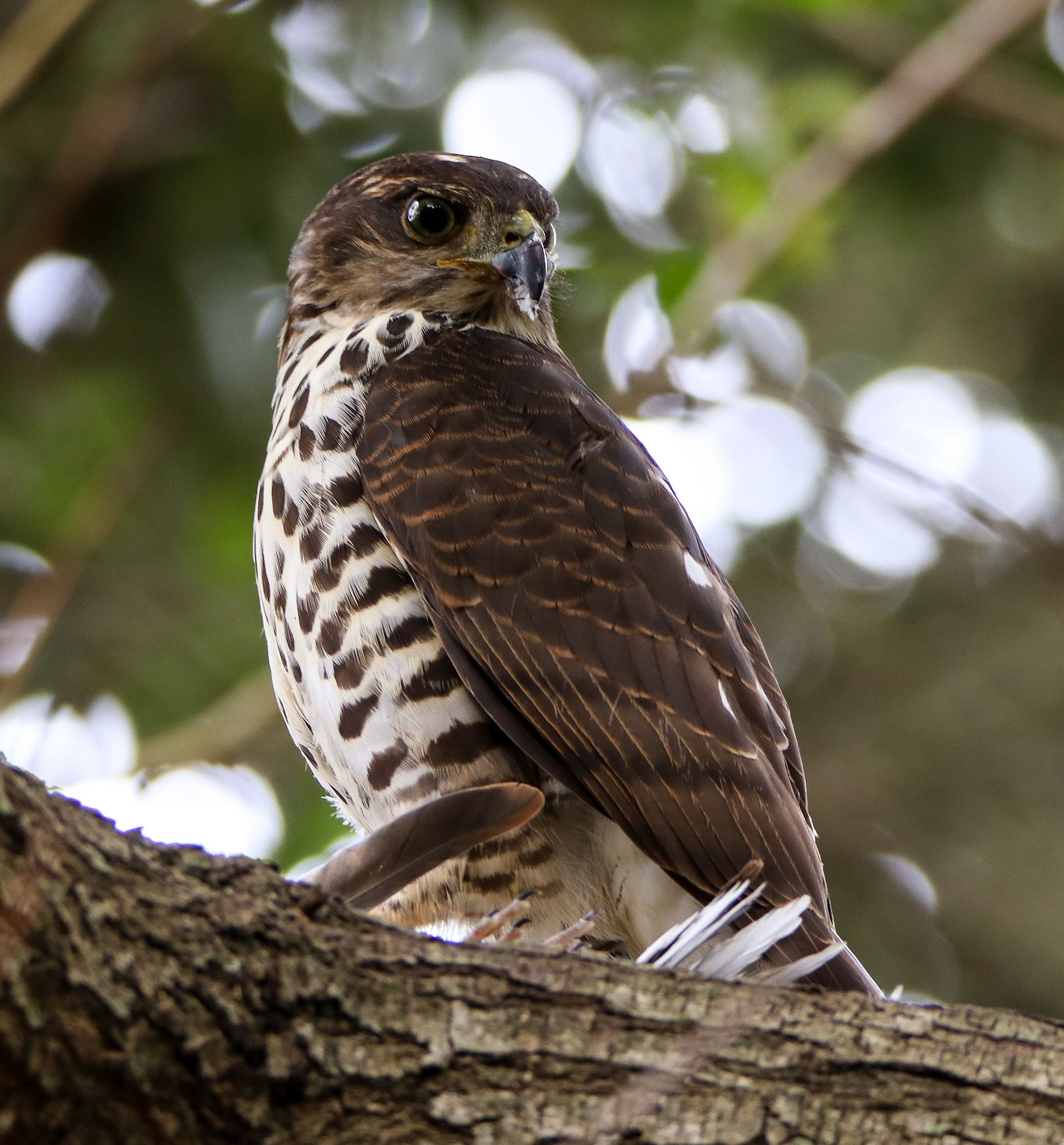
بازگنجشک کوچک جوان - اونروس، هرمانوس، آفریقای جنوبی
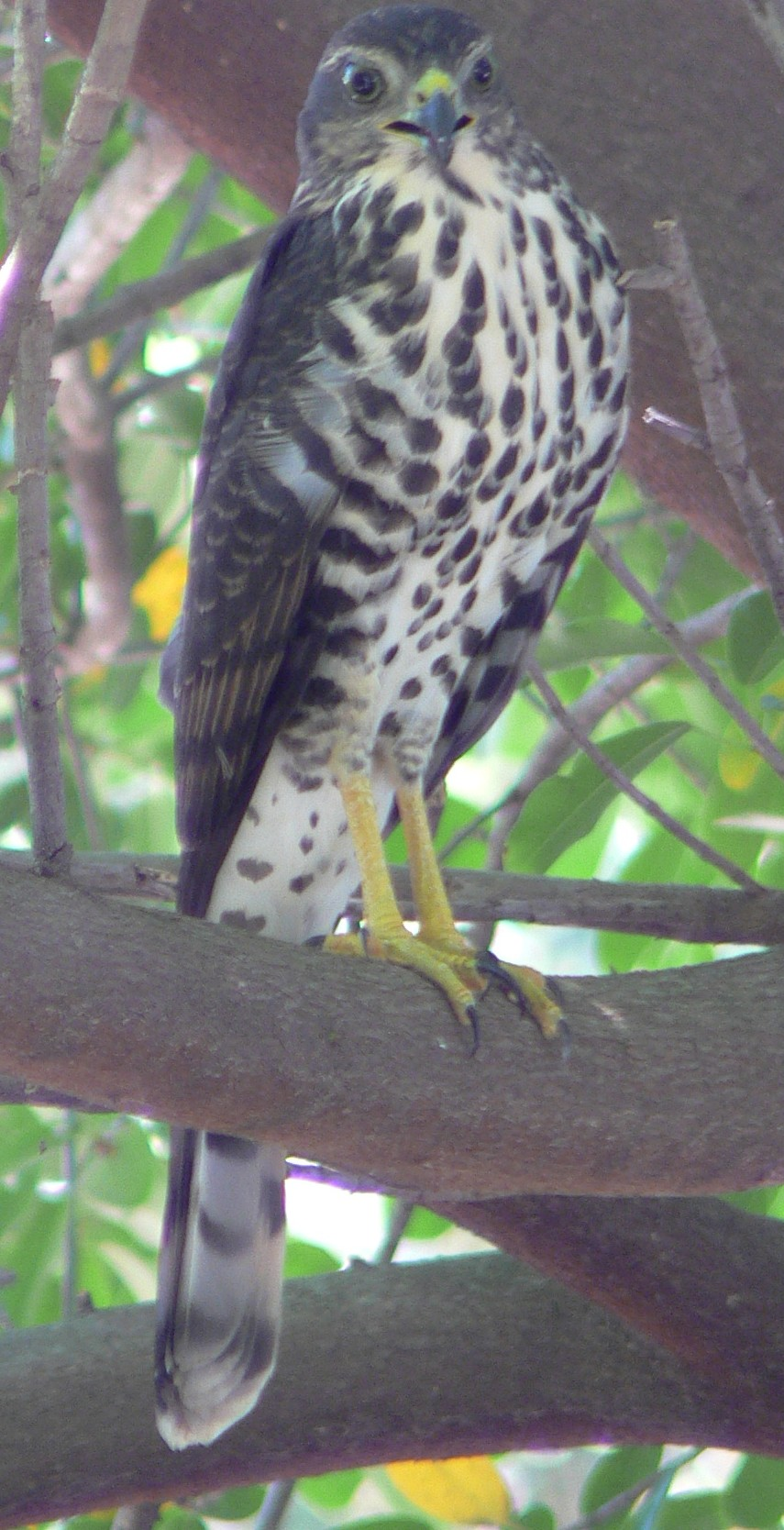
یک پرنده جوان در آفریقای جنوبی
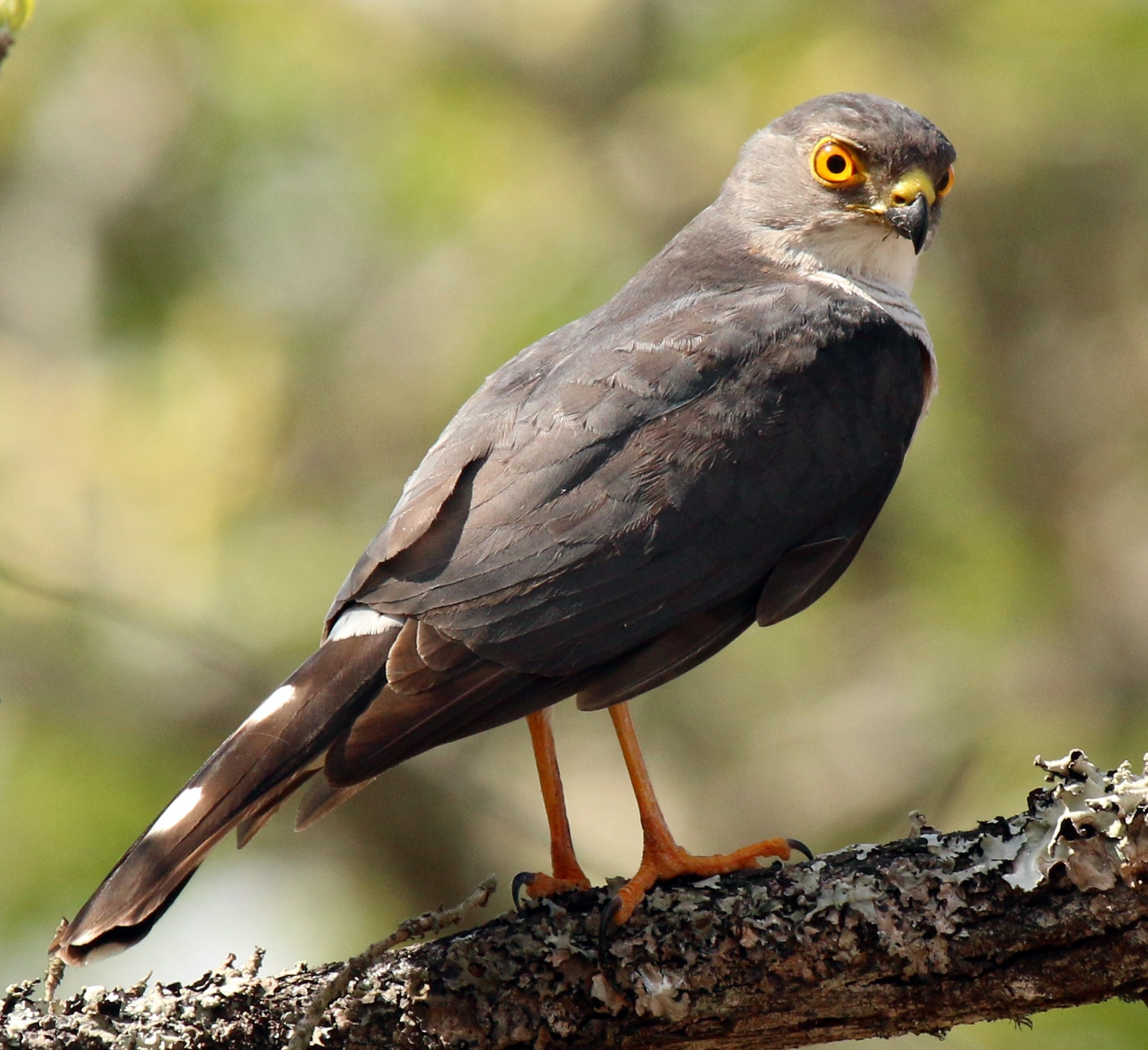
پرنده بالغ در منطقه حفاظت شده Phinda در آفریقای جنوبی